# Convivir (cooperativas de vigilancia)
Las cooperativas de vigilancia y seguridad privada para la defensa agraria o  Servicios Comunitarios de Vigilancia y Seguridad Privada, mayormente conocidas como Convivir o autodefensas, fueron grupos creados con el objetivo de prestar servicios de vigilancia y seguridad privada en forma remunerada a una comunidad. Surgieron como una respuesta del Estado colombiano para dotar de un nuevo marco legal a la defensa que los terratenientes venían haciendo de sus propias tierras, ante la amenaza de los grupos guerrilleros que el Estado colombiano no lograba combatir eficazmente.
Fueron creadas por el entonces presidente César Gaviria Trujillo en 1994, junto con su Ministro de Defensa, Rafael Pardo Rueda, mediante el Decreto Ley 356 de 1994, el cual estableció las condiciones para regular nuevos "servicios especiales de seguridad privada" que operarían en zonas de combate donde el orden público fuese precario. Finalmente fueron reglamentadas por el gobierno del presidente Ernesto Samper Pizano.  
La idea surgió en el seno del mismo gobierno de César Gaviria, que buscaba una manera de acercarse a la población civil para obtener de ella mayor participación en la lucha contra la guerrilla. En diciembre de 1994, el entonces ministro de defensa, Fernando Botero, comunicó por diversos medios el objetivo y los alcances de los nuevos servicios de vigilancia privada, y además estableció que a estos no podrían unirse personas con antecedentes penales.  
El 27 de abril de 1995, una resolución de la Superintendencia de Vigilancia y Seguridad decidió que dichas instituciones se llamarían Convivir. Sus miembros podrían llevar armas y equipos de comunicación de uso privativo de las fuerzas militares. Su función básica era colaborar con las fuerzas del orden en la lucha contra la insurgencia. En 1997, la Corte Constitucional aclaró su naturaleza jurídica y estableció que solamente podrían hacer uso de armas de uso civil, efectivamente anulando sus capacidades de combate. Tras esta limitación de sus actuaciones, buena parte de quienes las dirigían terminaron como comandantes de las Autodefensas Unidas de Colombia.

## Antecedentes
Los grupos previos de autodefensa fueron creados en Colombia a partir del decreto 3398 de 1965 y la ley 48 de 1968 por el cual se organiza la Defensa Nacional  y abrió la puerta para la conformación de grupos civiles armados por el Ejército. En el caso del departamento del Tolima fueron los denominados Defensa Civil en los setenta, Rojo Atá en los ochenta y las posteriores Convivir en los años noventa.

## Actividades
Los miembros de las Convivir tenían legalmente el derecho a portar armas y equipos de comunicación de uso exclusivo de las fuerzas militares para proteger a sus comunidades y colaborar con la fuerza pública en la lucha contrainsurgente. El director del Departamento Administrativo de Seguridad (DAS), General Luis Enrique Montenegro, anunció la realización de operaciones de inteligencia en asocio con las Convivir.
Las Convivir se organizaron a nivel nacional, siendo difícil establecer su número exacto y el de sus miembros, porque dependía de conceptuar claramente qué grupos de seguridad privada eran considerados o no como tales. Existen estimativos que contemplan hasta 414 grupos y, según el presidente de la Federación Nacional de Asociaciones de CONVIVIR Carlos Alberto Díaz, a diciembre de 1997 había más de 120.000 miembros de las Convivir en Colombia. Durante la vigencia de las Convivir se crearon más de 500 cooperativas rurales de seguridad en 24 departamentos.

## Controversia
Durante su existencia, varias Convivir fueron criticadas por irregularidades en su conformación y supervisión, así como por la existencia de graves abusos, incluyendo violaciones de los derechos humanos contra civiles y presuntos colaboradores de la guerrilla.
Se ha denunciado que su creación contribuyó a complicar la distinción entre civiles y combatientes, junto con el hecho de que varios miembros de grupos paramilitares conformaron o ingresaron a las Convivir, y/o asumieron ilegalmente la denominación de "Convivir" sin tener autorización oficial para hacerlo, dando lugar a diferentes confusiones y a posteriores abusos.
Para la Comisión Interamericana de Derechos Humanos, la "estrecha relación de trabajo entre las Fuerzas Militares y las CONVIVIR es lo que permite bajo las circunstancias analizadas dar a los miembros de las Convivir estatus de agentes estatales", tanto durante sus actuaciones legales como ilegales.
Con base en las reglas establecidas por la administración central del Estado, se permitió la creación de 67 de ellas. De igual forma lo hicieron otros alcaldes y gobernadores del país.
En 1996 y 1997, el entonces gobernador de Antioquia Álvaro Uribe Vélez (quien fue uno de sus principales defensores) y el vicegobernador Pedro Juan Moreno permitieron la organización de las CONVIVIR locales en su departamento. Con base en las reglas establecidas por la administración central del estado, permitieron la creación de 67 de ellas. De igual forma lo hicieron otros Alcaldes y Gobernadores del país.
Por otro lado algunos mandatarios locales se rehusaron a hacerlo, fue el caso de la alcaldesa de Apartadó, Gloria Cuartas, quien criticó la organización de las Convivir en su municipio y consideró que, además de innecesaria, era perjudicial para la gobernabilidad. 
Es importante aclarar también que la creación de las Convivir fue declarada exequible por la Corte Constitucional y su vigilancia estaba a cargo de  la Superintendencia de Vigilancia del Gobierno Nacional, y no de las gobernaciones. En Colombia llegaron a existir más de 414 organizaciones Convivir, de las cuales 67 fueron aprobadas en Antioquia. Lo que muestra que su defensa y aprobación fue amplia en todo el territorio nacional, y mayor en el departamento de Antioquia. 
En 1998, Human Rights Watch afirmó: "hemos recibido información confiable que indica que la CONVIVIR de Magdalena Medio y el sur del Cesar fueron dirigidos por reconocidos paramilitares y amenazaron con asesinar a colombianos que fueron considerados simpatizantes de la guerrilla". Amnistía internacional también se opuso a estos grupos.
El 4 de diciembre del 2006, en una entrevista radial, Uribe reiteró su anterior apoyo a las CONVIVIR, negó que fueran parte del inicio del paramilitarismo, y afirmó que él asumió la responsabilidad de los 60 o 70 grupos CONVIVIR que operaron en el departamento durante su gobernación.

## Desmantelamiento
En 1997, en respuesta a una demanda de inconstitucionalidad contra el Decreto 356 de 1994, la Corte Constitucional declaró inconstitucional la existencia de las Convivir, pero las conminó a devolver las armas de uso privativo de las FF.MM. colombianas y les impuso otras restricciones. Posteriormente, el presidente de la Federación Nacional de las Convivir ordenó desmantelar unilateralmente la mayoría de dichos grupos por medio de su desarme y desmovilización organizada.

## Asociaciones Convivir conocidas[19]
- Convivir Horizonte
- Convivir Guaymaral
- Convivir Nuevo Amanecer
- Convivir Arrayanes
- Convivir Guacamayas
- Convivir Papagayo
- Convivir Avive[20]
- Convivir Costa Azul
- Convivir Bellavan
- Convivir Una Nueva Luz[21]
- Convivir Siete Cueros
- Convivir Esperanza
- Convivir Guayacanes
- Convivir Amigos por Valencia
- Convivir Orden y Desarrollo
- Convivir La Palma
- Convivir Covitur
- Convivir Comembera
- Convivir El Plateado
- Convivir Asociación de campesinos de Punta de Piedra
- Convivir El Paramillo
- Convivir La Tagua del Darién
- Convivir Chigorodó alegre
- Convivir Coopchurido
- Convivir Palma Real
- Convivir La Guayaba